# Die Achtzehnjährigen (1980)
Die Achtzehnjährigen (Originaltitel: Usia 18, indonesisch für „Alter 18“) ist ein indonesischer Film von Teguh Karya aus dem Jahr 1980. Beim Indonesischen Filmfestival 1981 (Citra Awards) erhielt der Film eine Nominierung als bester Film. Die deutsche Erstausstrahlung war in der ARD am 15. März 1982.

## Handlung
Zwischen dem Kamerastudenten Edo und der Schauspielschülerin Ipah, die beide an der Kunsthochschule studieren, entspinnt sich eine Liebesgeschichte, die sich an überholten Moralvorstellungen, Standesdünkeln, Korruption und der Verteilung nationaler Reichtümer messen muss. Ipahs Vater hält keine großen Stücke auf Edo, dessen Vater bei der Eisenbahn arbeitete und bei einem Unfall starb. Seitdem hilft er, seiner Familie das Einkommen zu sichern, auch wenn er dafür in einer anderen Stadt arbeiten muss. Er verlässt die Hochschule – und Ipah – doch sie bleiben sich treu, und es gibt ein Happy End.

## Hintergrund
Indonesien fiel es seit jeher schwer, eine eigenständige nationale Filmkultur aufzubauen; zu groß war der Einfluss von Filmen aus den USA und Billigproduktionen aus Indien, Taiwan und Hongkong, die gängige Kinoklischees boten. Gegensteuernd versuchte das Land eine nationale Filmförderung zu etablieren, die sich am europäischen Autorenkino anlehnte und auf Filme setzte, die Popkultur mit realistischen und sozialkritischen Stoffen verbinden sollte.

## Kritik
Der Fischer Film Almanach 1983 urteilt, der Film werde durchaus dem Anspruch der neuen indonesischen Filmförderung gerecht, ohne dabei die Sehgewohnheiten des indonesischen Publikums zu vernachlässigen. Der Film sei ein durch seine „genaue Milieuschilderung aufschlußreiches Bild der Lebensverhältnisse des indonesischen Mittelstands“. Das Lexikon des internationalen Films sah ein „[n]aives Melodram mit einigen zaghaften sozialkritischen Ansätzen“, das, „in Gestaltung und Dramaturgie unbeholfen, als Beispiel der indonesischen Filmkultur jedoch von Reiz“ sei.

## Auszeichnungen
Beim Indonesischen Filmfestival 1981 erhielt der Film neben der Nominierung als bester Film Auszeichnungen für den besten Nebendarsteller, den besten Schnitt und die beste Musik. Die Nominierungen und Auszeichnungen im Einzelnen:
- Bester Film (nominiert)
- Beste Regie (nominiert)
- Bester Hauptdarsteller (Dyan Hasri, nominiert)
- Beste Hauptdarstellerin (Jessy Gusman, nominiert)
- Bester Nebendarsteller (Zainal Abidin, gewonnen)
- Beste Nebendarstellerin (Dahlia Sofia, nominiert)
- Bestes Drehbuch (nominiert)
- Beste Kamera (nominiert)
- Bester Schnitt (gewonnen)
- Beste Musik (gewonnen)